# Polar Air Cargo
Polar Air Cargo — американская грузовая авиакомпания, базирующаяся в поселке Перчейз, штат Нью-Йорк. Она выполняет регулярные грузовые авиаперевозки в аэропорты Северной Америки, Азии, Европы и Ближнего Востока. Базируется в Анкориджском аэропорту на Аляске. Основные хабы: Лос-Анджелес, Цинциннати/Северный Кентукки и Международный аэропорт Гонконга.

## История
Polar Air Cargo была основана в 1993 году как совместное предприятие между Southern Air Transport и GE Capital Aviation Services (GECAS). Перевозки начались в июне 1993 с чартерными перевозками; позднее начались регулярные перевозки.
В ноябре 2001 года Polar была выкуплена холдингом Atlas Air Worldwide Holdings (AAWW). Собственники компании: Atlas Air Worldwide Holdings (51 %) и DHL (49 %). В штате компании 736 сотрудников (на март 2007 года).

## География полётов

### Регулярные перевозки
Polar выполняет регулярные грузовые перевозки через Тихий и Атлантический океаны, на рынки Азии и Ближнего Востока. Также выполняются рейсы между Шанхаем и Анкориджем, Чикаго, Лос-Анджелесом, Цинциннати и другими городами Европы и Азии.

### Чартерные перевозки
Polar Air Cargo также выполняет чартерные грузовые перевозки под любые запросы заказчика, в любой аэропорт мира, способный принимать Boeing 747. Рейсы выполняются на самолётах Boeing 747-400 и Boeing 747-8.

## Флот

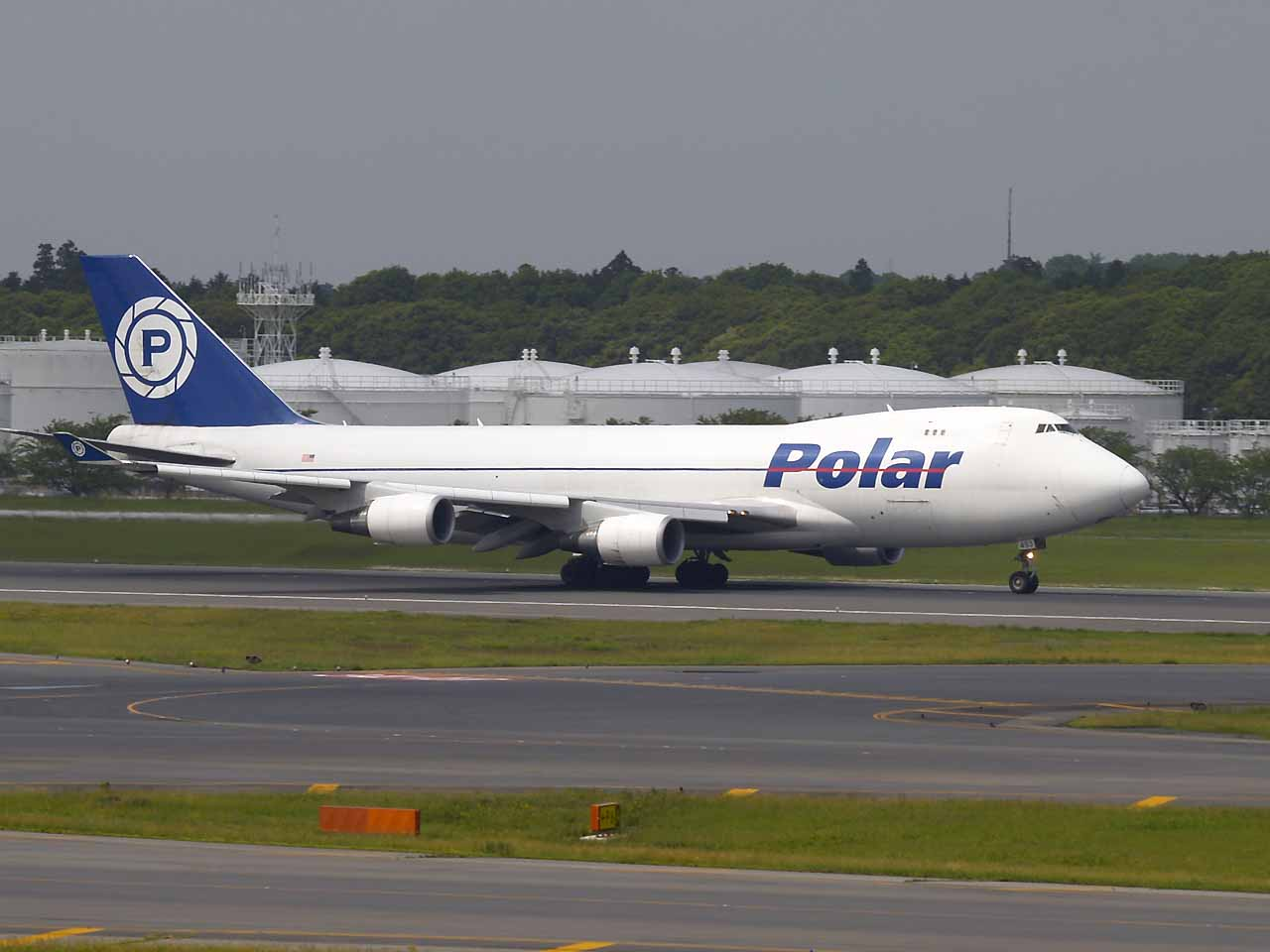
Грузовой Boeing 747-400F компании Polar Air Cargo (бортовой номер N453PA)

На сентябрь 2013 года Polar Air Cargo эксплуатировала :